# Sapeaçu
Sapeaçu là một đô thị thuộc bang Bahia, Brasil. Đô thị này có diện tích 125,582 km², dân số năm 2007 là 17367 người, mật độ 138,3 người/km².